# Jens Roepstorff
Jens Roepstorff, danski rokometaš, * 5. avgust 1960.
Leta 1984 je na poletnih olimpijskih igrah v Los Angelesu v sestavi danske rokometne reprezentance osvojil 4. mesto.